# Mikkel Larsen
Mikkel Langager Larsen (* 10. November 1972 in Kopenhagen) ist ein ehemaliger dänischer Basketballspieler.

## Leben
Nach dem Beginn seiner Basketballkarriere in Dänemark im Alter von 14 Jahren und Stationen bei den Vereinen BMS sowie Horsens IC zog es Larsen 1992 in die Vereinigten Staaten. Dort studierte und spielte er bis 1996 am Iona College (erste NCAA-Division) im Bundesstaat New York. Während der 2,06 Meter große Innenspieler in der Saison 1992/93 noch Ergänzungsspieler der Mannschaft war, steigerte er sich in seinem zweiten Jahr erheblich und schraubte seinen Punkteschnitt auf 17,6 pro Begegnung hoch. Zudem sammelte er 6,7 Rebounds je Partie ein. Dies waren die besten statistischen Werte, die der Däne während seiner vier Jahre in den USA erreichte. Insgesamt kam er in vier Jahren als Iona-Spieler auf einen Durchschnitt von 13,2 Punkten, 5,3 Rebounds sowie 1,8 Blocks pro Einsatz.
Larsen wechselte 1996 zu AEK Athen nach Griechenland und spielte bis 1998 für die Mannschaft. In seinem zweiten Jahr in Athen erreichte er mit AEK das Endspiel der EuroLeague. Der Däne setzte seine Karriere in Italien fort und verstärkte Ducato Siena in der Saison 1998/99, anschließend wurde er von Real Madrid verpflichtet. Es blieb ein kurzes Gastspiel in der spanischen Hauptstadt: Larsen wurde von Real in 13 Spielen der Liga ACB eingesetzt, konnte aber nicht überzeugen, im Januar 1999 verlieh ihn der Madrider Klub an Adecco Mailand (Italien).
Im Spieljahr 2000/01 stand der Däne in Diensten der griechischen Mannschaft Makedonikos Thessaloniki, im September 2001 erhielt er einen Kurzzeitvertrag bei Caja San Fernando in Spanien. Er bestritt letztlich nur ein Spiel für die Mannschaft aus Sevilla. Larsen wechselte zur Saison 2002/03 zum Bundesligisten Brandt Hagen nach Deutschland, nach zehn Einsätzen kam es im Dezember 2002 zur Trennung.
Hatte er seine bisherige Laufbahn als Berufsbasketballspieler ausschließlich im Ausland verlebt, kehrte Larsen nach seinem Hagener Gastspiel in sein Heimatland zurück und schloss sich dem Erstligisten Horsens IC an. Dort spielte er bis 2007. 2006 wurde Larsen mit Horsens dänischer Meister und 2004 Vizemeister. Er wurde vom Basketballnachrichtenanbieter eurobasket.com in der Saison 2003/04 als bester Spieler der dänischen Liga ausgezeichnet, im selben Spieljahr und 2005/06 zudem als bester Center der Liga. In Bezug auf die statistischen Werte (16,0 Punkte, 8,7 Rebounds, 2,9 Blocks/Spiel) war 2003/04 Larsens beste Saison in seiner Heimatliga.

### Nationalmannschaft
Larsen war langjähriger dänischer Nationalspieler und nahm an mehreren EM-Ausscheidungsrunden sowie der B-Europameisterschaft 2005 teil.